# Tóth Imre (püspök)
Tóth Imre  (Esztergom, 1785. november 7. – Esztergom, 1865. január 6.), esztergomi segédpüspök.

## Élete
Papi hivatására a pozsonyi Emericanumban, a nagyszombati Stefaneumban és a bécsi Pázmáneumban készült, diakónussá 1809-ben, pappá pedig 1809. augusztus 17-én-ben szentelték. Káplán volt Kőkeszin és 1811-től Pesten, plébános 1818-tól Ipolyvisken, majd 1837-tól Érsekvadkerten. 1840-ben esztergomi székeskáptalan tagja, kanonok. Majd még abban az évben Esztergom (a mai belváros) plébánosa. 1844-től Nógrádi főespres, a következő évben címzetes jáki apát. 1851-ben szentistváni majd 1856. január 1-től szentgyörgymezei prépost, miközben a Főszékesegyházi főesperesi teendőket is ellátta. 1875. szeptember 25-én esztergomi segédpüspökké, és thaumaciai címzetes püspökké nevezik ki. A püspökszentelésre november elsején került sor, főszentelője Scitovszky János, társszentelője pedig Roskoványi Ágoston és Viber József volt. A tisztségét haláláig betöltötte.